# Schizaeales
Schizaeales, red pravih paprati koji je dobio ime po rodu Schizaea, a sastoji se od tri porodice sa 192 priznate vrste. Većina vrsta raste po tropskim krajevima, ali i neke po umjerenim krajevima Sjeverne Amerike, juga Afrike i drugdje. Postoje 3 porodice.

## Porodice
1. Anemiaceae Link, (117 spp.) ; ponekad uklopljena u porodicu Schizaeaceae, kao njezina potporodica
2. Lygodiaceae M. Roem.  (29 spp.); ponekad uklopljena u porodicu Schizaeaceae, kao njezina potporodica
3. Schizaeaceae Kaulf., (38 spp.)

Fosili
- Acrostichopteridaceae †
- Cynepteridaceae †
- Klukiaceae †
- Tempskyaceae† Read i Brown 1936. †, danas u Polypodiales.